# ブランカ・デ・ボルボーン (1339-1361)

王妃ブランカの紋章

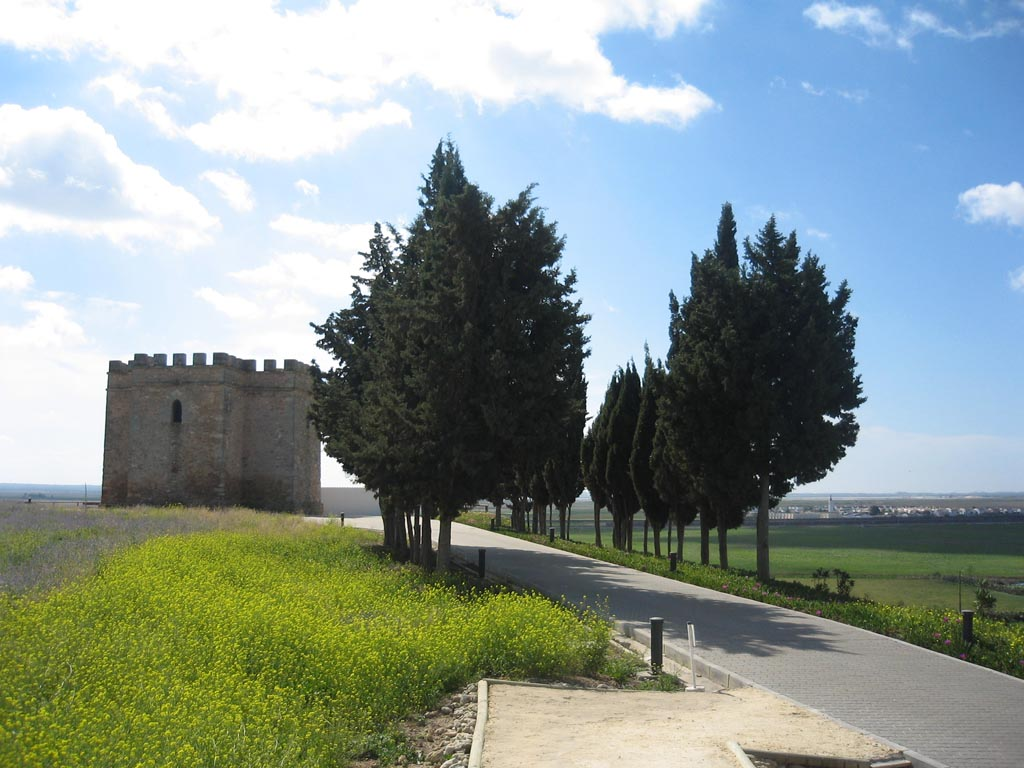
ドーニャ・ブランカの城

ブランカ・デ・ボルボン（Blanca de Borbón, 1339年 - 1361年）は、カスティーリャ王ペドロ1世の、教会法に照らして正当とされた最初の王妃。フランス語名はブランシュ・ド・ブルボン（Blanche de Bourbon）。

## 生涯
フランスのブルボン公ピエール1世と、妃イザベル・ド・ヴァロワ（ヴァロワ家の祖ヴァロワ伯シャルルの娘）の娘として、ヴァンセンヌで生まれた。兄にブルボン公ルイ2世、姉（妹とも）にフランス王妃となったジャンヌ・ド・ブルボンがいる。
もともと、ブランカと結婚することになるペドロ1世については、カスティーリャ＝イングランド関係の修復のため、イングランド王エドワード3世によっが、イングランド王女イザベラとの結婚が交渉していた。しかし、ペドロの父アルフォンソ11世は、双方が非常に幼いことを理由にこれを拒絶していた（イザベラはフランス貴族でクシー領主アンゲラン7世・ド・クシーと結婚）。1342年、再度イングランド側はもう一人の王女ジョーンとペドロとの結婚を申し出、2国間の同意に至った。しかし1348年、婚約のためカスティーリャへ向かったジョーンは、バイヨンヌでペストのため病死し、2国間の同盟は白紙となった。
他方、王太后マリア・デ・ポルトゥガルと、宰相フアン・アルフォンソ・デ・アルブルケルケは、フランス側との関係強化を望んだ。教皇クレメンス6世はアヴィニョンから（フランス王ジャン2世の黙認の下）、カスティーリャ＝フランス同盟関係を政略結婚によって強化することを助言した。16歳で即位したペドロ1世は、度重なる異母兄エンリケ・デ・トラスタマラとの、貴族と都市を巻き込んだ戦いに苦戦し、軍事だけでなく経済の支援も見込めるフランス王国との交渉することとした。
最初の候補者には、フィリップ6世妃だったブランシュ・デヴルーが挙げられた。彼女は自身が寡婦であることを理由にこの提案を拒否した。
1351年、バリャドリッドの宮廷で、フランス大使が正式な関係樹立に同意した。この時までに妃候補としてブルボン公女であるブランカが選ばれた。興味深いことに、ブルボン公女を求めたにもかかわらず、駐フランスのカスティーリャ代表団は、既にブランシュ・デヴルーとの結婚交渉をしていると繰り返したため、同じ理由でブランシュ・デヴルーが再度拒否している。この件に対する弁明は黙殺された。
1352年7月2日、カスティーリャ＝フランス間の同盟条約が締結され、その5日後にジャン2世が批准した。同年11月4日、ペドロ1世も批准した。
フランス王は、ブランカの持参金として30万フローリン金貨の支払いを誓った。同じ日に、持参金分割払いの最初の支払いがなされた。
- クリスマスまでに25,000フローリン
- ブランカがフランス王位継承権を放棄すると25,000フローリン
- 同意金額の30万フローリンになるまで、毎年のクリスマスに5万フローリン

またカスティーリャ側も、未来の王妃に対して借款として、アレバロ、セプルベダ、コカ、マヨルガの所領使用権を与えるとした。もしこの借款が王母マリアのものと釣り合わなければ、双方が均等になるまで他の物で用立てるとした。もしブランカが子のないまま死んだ場合、ペドロ1世は持参金全てをフランスへ返還するとした。
交渉、持参金支払いの全てにおいて、ブランカがカスティーリャへ持ち込む嫁入り道具も同様に、ジャン2世が金を出して念入りに行われた。父であるブルボン公は傍観的な地位にとどまった。
ところが、ジャン2世がクリスマスまでの25,000フローリン支払いに手間取り、7ヶ月もの間目的地へ到着するのに遅れてしまった。カスティーリャへの途上、ブランカは教皇インノケンティウス6世のいるアヴィニョンに立ち寄った。インノケンティウス6世は、彼女の唯一の庇護者となることになる。
ブランカ自身はこの結婚を望んでいなかった。しかし、父、実兄、ジャン2世、そして姉ジャンヌが彼女に運命を受け入れるよう強いたのだった。

### 結婚と追放
1353年1月、ブランカはついにバルセロナへ入り、2月にバリャドリッドへ到着した。しかし母国フランスは不誠実であった。クリスマスまでの支払いとされた25,000フローリンは到着していなかったのである。ペドロは結婚の延期を決めた。当時既にペドロは、マリア・デ・パディーリャを寵愛し、彼女との間に長女をもうけていた
多くの歴史家は、この延期の理由を「マリア・デ・パディーリャへの愛のために延期した」と解釈しているが、真実を導き出すのは非常に困難である。なぜなら、教会の高位聖職者がブランカとの結婚を認めた1年後に、ペドロはフアナ・デ・カストロと結婚式を挙げているのである。支払いの遅延が結婚を遅らせたというのが近いとみられる。
ついに、王母マリアと宰相の圧力を受けて、ペドロ1世は結婚式に同意した。1353年6月3日、ブランカとペドロ1世の結婚式がバリャドリッドで行われた。しかし、結婚式の2日後には王はブランカを捨て、二度と会おうとはしなかった。
母国フランスの他人行儀な振る舞い以前に多くの定説や伝説が取り沙汰されたが（カスティーリャへ入国後にブランカ一行を出迎えた、王の異母兄弟ファドリケと恋仲になった、愛妾マリア・デ・パディーリャが王の愛情を独占していたため、など）、確かなことは、王とインノケンティウス6世が書簡をやりとりしていたことである。教皇は法的にも教会法でも妻であるブランカを迎えて「正しい生活」を送るようペドロ1世に説いたが、王は彼女との結婚は続けられないと突っぱねたのだった。
一度は捨てられたブランカが、ペドロ1世に対して「私たちは既に夫婦であり、私は何も失う物はないのです。」と言ったとされている。フランス王が政略結婚の保証として用意する持参金支払いを遅らせていることにペドロは怒り、ブランカに与えるはずであった所領を決して与えなかった。フランス王側も、彼女の高価な嫁入り道具の返還を求めなかった。
王妃を捨てたことが、カスティーリャ国内に血生臭い内戦を引き起こすきっかけとなった。王側に対して、異母兄エンリケ側には見返りを望んだ大勢の貴族、アラゴン王子でペドロ1世やエンリケの従兄であるフェルナンドとフアンの兄弟も加わった。そのうえ宰相アルブルケルケ、ペドロ1世の母マリアまでエンリケと組した。ペドロ1世はエンリケ側の捕虜となった。

### 投獄
ペドロ1世に見捨てられた後すぐ、ブランカは王母マリアとともにメディナ＝シドニアで過ごした。内戦が勃発すると、彼女は王によってアレバロ、そしてトレドのアルカサルへ移された。そこで彼女はインノケンティウス6世へ、王によって身の回りのものにひどく不自由しているという手紙を送った（多くの歴史家は、この申し立てが疑わしいとみなしている）。
この手紙のために、ブランカの命令に従うとしてトレド市民が王に対して蜂起した。多くの貴族たちがブランカの下に結集した。ブランカは王に従わずにアルカサルを捨て、大聖堂へ避難した。その頃、ペドロ1世は捕虜となっていたが、叔母レオノール（アラゴン王アルフォンソ4世妃）と従兄たちに見返りを約束して自由の身となっていた。
1355年から1359年の間、ブランカはシグエンサ城に幽閉された。その後彼女はヘレス・デ・ラ・フロンテーラへ移された（彼女の幽閉された場所は、現在ドニャ・ブランカの城として知られている）。ペドロ1世は従兄であるアラゴン王子たちに約束した領地と地位を与えなかったことから、彼らにブランカを利用されるのを恐れたため幽閉されたとされる。ペドロ1世は、ウルエニャ（現在バリャドリッド県の町）に隠れていたマリア・デ・パディーリャの元へ戻った。

### 死

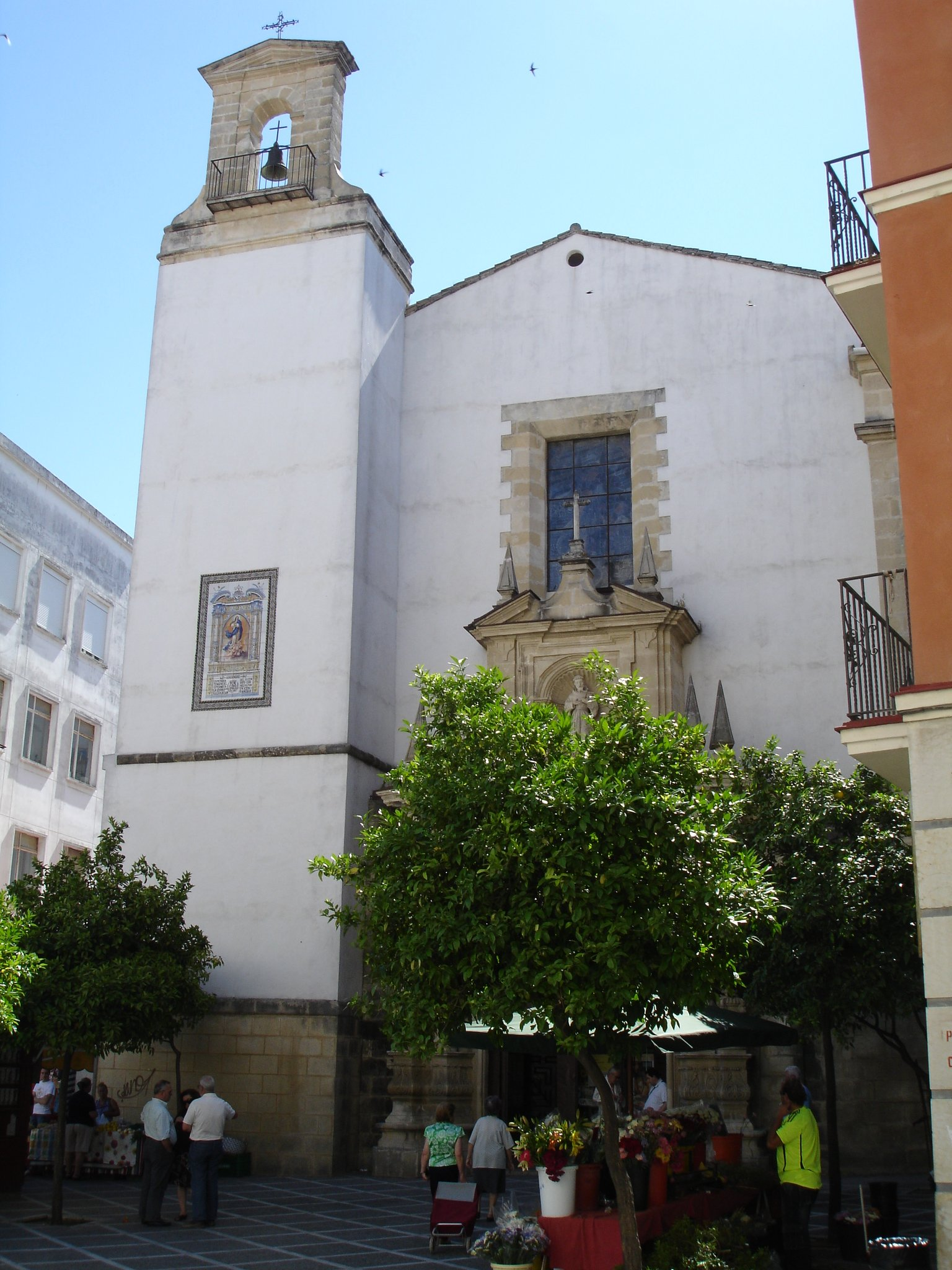
ヘレスにあるサン・フランシスコ教会

1361年、ブランカはメディナ＝シドニアへ使いを送り、自分は王とアラゴン王子たちの対立から遠い立場にいたと主張した。インノケンティウス6世は王妃の解放を求める努力を怠らなかったが、ブランカはヘレスへ移されてまもなく、22歳で急死した。
ヘレスのサン・フランシスコ修道院に埋葬して欲しいと聖職者に告げてすぐ後に亡くなっていることから、ブランカの死は自然死だったとされている。故国の家族から遠く離れ、カスティーリャへやってきてから絶え間なく移動を強いられ、一カ所に安住することのなかったブランカが、その地位にふさわしい場所に埋葬されなかったのは非常に気の毒なことであった。
ブランカが、王の敵と手を結ぶのを阻止するために、ペドロ1世の命令で殺害されたという説がある。一説では医師の作った毒杯を持つ、王の大弓射手であるフアン・ペレス・デ・レボリェードの腕の中で死んだとされる。
ブランカは存命の間に思い出されることはなかった。ペドロ1世が王を頂点とする専制体制を確立する中、古くからの権利を守ろうとする貴族たちが猛烈に反発した。彼女の生きた王国では、対立、殺人、命令の反古、戦争は日常茶飯事であった。教皇だけが、不幸な王妃を救おうと支援した。しかし、西ヨーロッパはこの後、戦争、飢餓、黒死病の流行といった暗黒の時代へと沈んでいく。ジャン2世も、ブランカの父ピエール1世も彼女を思い返すことはなかった。ただ一人、ブランカの実兄ルイ2世だけが妹の報復を望み、彼女の死の5年後、カスティーリャへ拡大した百年戦争の遠征を行ったのだった。

## 参照
- Revista Puerta del Sol: DOÑA BLANCA DE BORBÓN,LA REINA QUE MURIÓ EN MEDINA SIDONIA Ana Fernández García